# 芝野虎丸
芝野虎丸（日语：／ Shibano Toramaru */?，1999年11月9日—），出身于日本神奈川县，日本职业围棋棋手，兄长芝野龙之介也为日本职业围棋棋手，目前段位为九段，隶属于日本棋院，为洪清泉所创立的洪道场出身。
2017年获第26期龙星战优胜，为历史上龙星战最年少的夺冠记录。同年夺得第42期新人王战优胜。

## 简历
芝野虎丸生于1999年11月9日，为日本洪道场出身，于同一道场出身的棋士还包括一力辽、藤泽里菜等。
2014年夏入段。
2015年升为二段，同年以39胜9负的总战绩获得日本棋院棋道赏胜率第一位赏。
2016年升为三段。
2017年8月1日，在第26期龙星战中中盘战胜余正麒七段获得优胜。此前在本战E组胜小山空也三段、坂本贤雄五段及久保秀夫六段，负林汉杰七段，以组内最多胜利（3胜）身份出线。优胜决定战，胜三村智保九段、志田达哉七段、大西龙平二段、余正麒七段，获得优胜。
此优胜打破了数个记录：
- 芝野虎丸达成优胜时年龄为17岁8个月，创下了龙星战的最年少优胜记录。原纪录为一力辽于第25期龙星战创下的，当时一力辽的年龄为19岁1个月。

- 芝野虎丸在入段后2年11个月获得非限制性棋战冠军，创下入段后最快获得非限制性冠军记录。原纪录为井山裕太于入段后3年6个月获得第12期阿含·桐山杯优胜。

- 芝野虎丸藉此升为七段，同样以入段后2年11个月升为七段，创下了入段后最快升为七段记录。原记录为坂井秀至于入段后3年4个月升为七段。

2017年10月2日，第42期新人王战，2-0胜孙喆，获得新人王战优胜。
2017年8月7日，在夺得龙星战不到一周后于王座战击败中野宽也九段，首次打入日本围棋七大战的挑战者决定战，但于8月24日负于一力辽，无缘七大战挑战赛，未能再创造最年轻王座战挑战者记录。
2017年9月4日，在第73期本因坊战最终预选最后一轮胜许家元，进入第73期本因坊战循环圈，创下了最年轻（17岁9个月）和入段后最快（3年）进入本因坊循环圈的记录。11月2日，在第42期名人战最终预选胜一力辽，进入循环圈，再次创下最年轻（17岁11个月）进入本因坊战循环圈的记录。
2017年12月，代表日本参加2017国际智力运动联盟智力运动精英赛。（日本其他参赛成员为六浦雄太七段、藤泽里菜三段、牛荣子初段）在男子团体赛中，芝野虎丸首轮战胜欧盟队伊利亚·什克辛初段，次轮负中华台北队王元均八段，第三轮负韩国队朴廷桓九段，第四轮胜美国队江鸣久七段，最终帮助日本队夺得第4名。在男子个人赛中，芝野虎丸与欧盟队伊利亚·什克辛及韩国队朴廷桓分在同组，首轮芝野虎丸胜伊利亚·什克辛，确保晋级，但最终轮不敌首轮轮空、次轮淘汰伊利亚·什克辛的朴廷桓，位列小组第2名。芝野虎丸在随后的半决赛负于柯洁九段，但在季军赛中战胜中华台北队的陈诗渊九段，为日本队夺得一枚铜牌。
2018年4月29日，芝野虎丸於圍棋龍星戰冠軍對抗賽擊敗柯洁。
2019年10月8日，第44期名人战4勝1負擊敗張栩獲得名人頭銜。
2019年11月29日，第67期王座戰3勝1負擊敗井山裕太獲得王座頭銜。
2020年6月26日，第58期十段戰3勝1負擊敗村川大介獲得十段頭銜。
2020年7月9日，第75期本因坊戰1勝4負不敵井山裕太挑戰失敗。
2020年10月14日，第45期名人战1勝4負不敵井山裕太失去名人頭銜。
2020年12月4日，第68期王座戰3勝1負擊敗許家元衛冕王座頭銜。
2021年4月28日，第59期十段战2勝3負不敵許家元失去十段頭銜。
2021年12月9日，第69期王座战2勝3負不敵井山裕太失去王座頭銜。
2022年11月3日，第47期名人战4勝3負擊敗井山裕太獲得名人頭銜。

## 升段记录
- 2014年9月1日-初段

- 2015年10月9日-二段（因获得30勝）

- 2016年10月21日-三段（因获得40勝）

- 2017年8月1日-七段（因获得第26期龙星战冠军直升）

- 2019年8月9日-八段（因獲得第44期名人戰挑戰者資格直升）

- 2019年10月9日-九段（因獲得第44期名人戰名人頭銜直升）

## 主要成绩

### 七大頭銜戰
- 名人 3期 (2019年・第44期)(2022-2023年・第47-48期)
- 王座 2期 (2019-2020年・第67-68期)
- 十段 2期 (2020年・第58期)(2023年・第61期)

### 一般棋戰
- 龙星战冠军 2期 (2017年・第26期，2021年・第30期)
- 新人王战冠军 1期 (2017年・第42期)

## 年表
| 年份/月份 | 棋聖                   | 十段           | 本因坊           | 碁聖         | 名人                | 王座           | 天元        | 一般棋戰   | 棋道賞              | 奖金收入 (万円) | 備註              |
| 年份/月份 | 1-3月                  | 3-4月          | 5-7月            | 6-8月        | 9-11月              | 10-12月        | 10-12月     | 一般棋戰   | 棋道賞              | 奖金收入 (万円) | 備註              |
| --------- | ---------------------- | -------------- | ---------------- | ------------ | ------------------- | -------------- | ----------- | ---------- | ------------------- | --------------- | ----------------- |
| 2014      |                        |                |                  |              |                     |                |             |            |                     |                 | 初段              |
| 2015      |                        |                |                  |              |                     |                |             |            | 勝率                |                 | 升二段            |
| 2016      | 預選 敗退              |                | 最終預選 敗退    | 本戰 29強    | 最終預選 敗退       | 本戰 亞軍      | 本戰 16強   | 龍星冠軍   |                     |                 | 升三段            |
| 2017      | C循環圈 1敗升級        | 預選B 敗退     | 最終預選 敗退    | 預選A 敗退   | 預選A 敗退          | 本戰 16強      | 預選A 敗退  |            | 勝利 連勝 對局 新人 | 1891 (第9)      | 直升七段          |
| 2018      | B1循環圈 第4           | 預選B 敗退     | 初入循環圈 第3   | 本戰 29強    | 初入循環圈 第2      | 本戰 4強       | 本戰 8強    |            | 勝利 對局 國際      | 2227 (第5)      |                   |
| 2019      | B2循環圈 第1升級       | 預選A 敗退     | 循環圈 第2       | 本戰 28強    | 張栩 xoooo 首獲頭銜 | 井山裕太 oxoo  | 本戰 32強   |            | 優秀 勝利 對局      | 6766 (第2)      | 直升八段 直升九段 |
| 2020      | A循環圈 第5降級        | 村川大介 oxoo  | 井山裕太 xxxox   | 本戰 16強    | 井山裕太 xxoxx      | 許家元 ooxo    | 預選A 敗退  |            |                     | 4741 (第3)      |                   |
| 2021      | B1循環圈 第1升級       | 許家元 xoxox   | 井山裕太 xoooxxx | 本戰 16強    | 循環圈 第6          | 井山裕太 xoxox | 本戰 亞軍   | 龍星冠軍   |                     | 4114 (第3)      |                   |
| 2022      | A循環圈 第1升級        | 本戰 4強       | 循環圈 第4       | 本戰 16強    | 井山裕太 xoooxxo    | 本戰 亞軍      | 本戰 32強   |            |                     | 5082 (第3)      |                   |
| 2023      | 一力遼 xoxxox          | 許家元 oxoo    | 循環圈 第3       | 本戰 16強    | 井山裕太 oooxxo     | 本戰 亞軍      | 本戰 16強   |            |                     |                 |                   |
| 2024      | S循環圈 第3            | 井山裕太 oxoxx | 本戰 亞軍        | 井山裕太 xxx | 一力遼 xxoxox       | 井山裕太 oxxx  | 一力遼 xoxx | 俊英戰冠軍 |                     | 4837 (第3)      |                   |
| 2025      | S循環圈 第2 準決勝敗退 | 井山裕太 ooo   | 一力遼           | 本戰         |                     | 本戰           |             |            |                     |                 |                   |

## 趣闻轶事
芝野虎丸在2017年7月9日-14日管理日本年轻棋手轮流管理的Twitter账号“日本棋院若手棋士” （页面存档备份，存于），并在其上回答了由其他棋手和棋迷回答的问题。其中包括一些围棋相关的问题，也包括一些私人问题。在问答中，芝野虎丸表示自己“完全看不懂AlphaGo下的棋，先争取理解自己的棋”，并且“想成为AlphaGo的弟子”。面对自己取得的成绩（正式比赛14连胜，战胜日本围棋AI-DeepZenGo），芝野虎丸大多以运气回应。对于自己的目标，芝野虎丸的回应是“只想赢得多一点”。芝野虎丸最欣赏的棋手是井山裕太，认为柯洁应该是历代最强，与大西龙平的关系最好。当被与日本将棋的藤井聪太四段比较的时候，芝野虎丸幽默回应“藤井先生吗？围棋的话我还是可以吊打他的”。
11月4日-11日芝野虎丸的兄长芝野龙之介管理Twitter账号“日本棋院若手棋士”，并于11月8日发布了芝野虎丸提供的自己的一天行程，一天行程中除了下网棋外，也包括网络聊天等丰富的内容。